# Cieszymowo
Cieszymowo (deutsch Teschendorf, früher Groß Teschendorf) ist ein Dorf in der Landgemeinde (Gmina) Mikołajki Pomorskie (Niklaskirchen) im Powiat Sztumski (Stuhmer Kreis) der polnischen Woiwodschaft Pommern.

## Geographische Lage
Das Dorf liegt im ehemaligen Westpreußen, etwa zwanzig Kilometer südöstlich von Stuhm (Sztum), elf Kilometer südsüdwestlich von Christburg (Dzierzgoń) und vier Kilometer östlich von Stangenberg (Stążki).

## Geschichte
Ältere Ortsbezeichnungen sind Feld Wermeno (1303), Tesmesdorf (1324), Tessemdorf (1437), Tesmannsdorf (1554), im 16. Jahrhundert „die Tesmesdörffer“.  Das Feld Wermeno, auf dem Groß und Klein Teschendorf gegründet wurden, war dem Ritter Thessym durch den Deutschordens-Landmeister Conrad Sack verliehen worden. In der Handfeste vom 13. April 1323 wird der Besitz den Kindern Thessyms, Glabun und Wapel samt deren Brüdern, zu Kulmer Recht gemeinsam verbrieft. Wapel soll von dem Feld Wermeno den vierten Teil, Glabune drei Viertel besitzen.
Im 16. Jahrhundert besaßen die Leski und die Machwitz Groß und Klein Teschendorf gemeinschaftlich. Durch den Erbteilungs-Rezess vom 19. Juli 1786 wurde Sophie Caroline von Schack-Wittenau, Gemahlin des Carl Anton Ferdinand von der Goltz aus dem Hause Klausdorf, Herrin auf Groß und Klein Teschendorf. Die Gräfin von der Goltz besaß die Güter noch 1804. Um 1896 befand sich das Rittergut Groß Teschendorf mit Ziegelei im Besitz von Alfred Komorowski, und das Gut Ober Teschendorf mit Windmühle besaß Walter Heine.
Am 1. April 1927 betrug die Flächengröße des Ritterguts Groß Teschendorf 474 Hektar und die des Guts Ober Teschendorf 388 Hektar, und 1925 wohnten in den beiden Gutsbezirken 202 bzw. 81 Personen.
Im Jahr 1945 gehörte die Landgemeinde Teschendorf zum Landkreis Stuhm im Regierungsbezirk Marienwerder im Reichsgau Danzig-Westpreußen des Deutschen Reichs. Teschendorf war dem Amtsbezirk Stangenberg zugeordnet.
Im Januar 1945 wurde Teschendorf von der Roten Armee besetzt. Nach Beendigung der Kampfhandlungen wurde die Region seitens der sowjetischen Besatzungsmacht zusammen mit ganz Hinterpommern und der südlichen Hälfte Ostpreußens – militärische Sperrgebiete ausgenommen – der Volksrepublik Polen zur Verwaltung überlassen. Es wanderten nun Polen zu. Teschendorf wurde unter der polnischen Ortsbezeichnung „Cieszymowo“ verwaltet. Die einheimische Bevölkerung wurde von der polnischen Administration mit wenigen Ausnahmen aus Teschendorf vertrieben.

### Demographie
| Jahr | Einwohner | Anmerkungen |
| ---- | --------- | --- |
| 1783 | –         | adliges Bauerndorf, 26 Feuerstellen (Haushaltungen), in Westpreußen |
| 1818 | 265       | davon 241 in Groß Teschendorf (Hauptgut, adlige Besitzung) und 25 in Klein Teschendorf (vier adlige Feuerstellen) |
| 1864 | 384       | davon 315 im Rittergut Groß Teschendorf (250 Evangelische und 65 Katholiken) und 69 im Dorf Klein Teschendorf (66 Evangelische, drei Katholiken) |
| 1910 | 343       | am 1. Dezember, davon 138 in der Landgemeinde Groß Teschendorf (109 Evangelische und 29 Katholiken; fünf Personen mit polnischer Muttersprache), 144 im Gutsbezirk Groß Teschendorf (94 Evangelische, 50 Katholiken; 23 Personen mit polnischer Muttersprache) und 61 im Gutsbezirk Ober Teschendorf (sämtlich Evangelische; zehn Personen mit polnischer Muttersprache). |
| 1933 | 416       | [ 10 ] |
| 1939 | 394       | [ 10 ] |

## Kirche
Die Protestanten der hier bis 1945 anwesenden Dorfbevölkerung gehörten zur evangelischen Pfarrei Groß Rohdau.